# Michel Mousel
Pour les articles homonymes, voir Mousel.
Michel Mousel est un militant politique et haut fonctionnaire français, né le  11 mars 1940 à Mantes-Gassicourt (devenu depuis Mantes-la-Jolie) et mort le 25 juin 2020 à Suresnes,,.
Il a été président de l'Agence de l'environnement et de la maîtrise de l'énergie, il a fondé et présidé l'Association 4D, et travaillé dans diverses administrations françaises des finances et de l'environnement.
Michel Mousel fut aussi le premier président de l’UNEF membre du PSU, seuls Bernard Schreiner (1964-1965) et Jean Terrel (1966-1967) échappent ensuite à cette habitude au cours des années 1960.

## Famille et jeunesse
Michel Mousel, grandi dans la banlieue ouest de Paris dans une famille d'enseignants, est le fils de Jean Mousel, secrétaire pour le second degré du SGEN CFTC à partir de 1950 puis secrétaire général adjoint de Paul Vignaux (1954-1973), avec qui il participa à l’animation du groupe « Reconstruction ». Une maladie pendant l’adolescence le tient éloigné des événements politiques tels qu'en 1956 la répression de l'insurrection en Hongrie ou la Guerre d'Algérie. Plus tard, dans les rangs de la Jeunesse étudiante chrétienne (JEC) à partir de 1955, il acquit "une forte conviction anticolonialiste et sociale". Michel Mousel fut membres du PSU dès sa création en avril 1960, après avoir adhéré à son ancêtre, le PSA, en décembre 1959, mais resta simple militant de base de la section de Colombes, puis de celle du XXe arrondissement de Paris et ne prit aucune responsabilité jusqu’en 1967, époque où il s'investit au PSU sur la question des transports.

## Études et engagement syndical
Étudiant en lettres, puis à Sciences Po de Paris, puis à l'ENA, il fut président de l'Association générale des étudiants de Sciences Po entre 1960 et 1962, avant de devenir vice-président de l'Union nationale des étudiants de France (UNEF) de 1962 à 1963. En avril 1963, au congrès de Dijon, alors que près d’un étudiant sur deux est membre de l’UNEF mais que les effectifs stagnent, il est élu à la présidence face à Jean-Claude Polack (357 mandats contre 232) via un compromis entre les idées de « l’ancienne mino », dont il était un dernier représentant, et celles de ceux qui se baptisaient « gauche syndicale » et voulaient attirer l'attention sur les conditions de travail universitaire et la place de l’étudiant dans l’Université. En avril 1964, au congrès de Toulouse, Michel Mousel quitte la présidence de l'UNEF.

## Carrière politique
Il est secrétaire national du Parti socialiste unifié (PSU) de décembre 1974 à janvier 1979.
Chargé des réformes administratives au sein du cabinet du ministre de la Fonction publique et des Réformes administratives, il prend une part active à l'amélioration des conditions de travail des fonctionnaires et au développement des standards ergonomiques en matière informatique. Il est l'un des premiers à soutenir les changements du paradigme du centralisme économique vers celui de la régulation par des standards universels qui vont ouvrir le chantier du monde global lancé par Jacques Delors en 1985 (la nouvelle approche).
Directeur du cabinet du ministre de l'Environnement, sa pensée autogestionnaire évolue. La qualité de la vie reste l'axe principal. La défense de l'environnement nécessite la participation de toutes les parties prenantes. Il joue un rôle important dans la promotion, dès 1984, d'une idée fondamentale qui va marquer toute la période suivante : le développement durable.

## Carrière professionnelle
- 1967-1971 : Direction de la Prévision au Ministère des Finances
- 1971-1973 : Commissariat général du Plan
- 1973-1975 : Ministère des Finances
- 1978-1981 : Économie Internationale au Ministère des Finances
- 1981-1983 : Membre du cabinet d'Anicet Le Pors, ministre de la Fonction publique et des Réformes administratives
- 1983-1985 : Directeur du cabinet d’Huguette Bouchardeau, ministre de l'Environnement
- 1986-1988 : Contrôleur d'État, chargé du contrôle d'entreprises attributaires d'aides publiques
- 1988-1991 : Directeur de l'eau et de la Prévention des Pollutions et des Risques et délégué interministériel aux risques naturels et technologiques au Ministère de l'Environnement
- 1991-1994 : Président de l'Agence de l'environnement et de la maîtrise de l'énergie
- 1994-1997 : Contrôleur d'État, chargé de la SNCF
- 1997-2002 : Président de la Mission interministérielle de l'effet de serre
- 2002 : Président du Comité français pour le sommet mondial du développement durable à Johannesburg
- 2002-11 mars 2006 : Chef de la mission de contrôle économique et financier des grands travaux culturels au Ministère des Finances

Il est Contrôleur Général Économique et Financier honoraire et membre du Conseil Général des Ponts et Chaussées.

## Vie associative
Il est le fondateur de l'Association 4D (Dossiers et Débats pour le Développement Durable) qu'il préside de 1993 à 1997 et de 2003 à 2007 .

## Hommmage
- A la [Chapelle des Recollets] à Paris le 27/09/2021[9].